# Nayla Gallo
Nayla Gallo (Berazategui, Buenos Aires, Argentina; 4 de octubre de 2004) es una futbolista argentina. Juega de mediocampista y delantera en Independiente de la Primera División Femenina de Argentina.

## Trayectoria
Forma parte del primer equipo de Independiente desde 2020. Ha jugado tanto en la reserva como en el plantel principal. Debutó en noviembre de 2021.
Tiene una hermana llamada Lucrecia Gallo, quién también es futbolista de Las Diablas.

## Selección nacional
En diciembre de 2021 recibió su primer convocatoria al seleccionado sub-20. Nuevamente fue parte del combinado albiceleste en septiembre de 2022 para los Juegos Suramericanos, donde su selección quedó eliminada tras caer con Colombia.
En diciembre de 2022 fue convocada por primera vez a la Selección Mayor.

## Estadísticas

### Clubes
| Club          | Liga               | País      | Año             |
| ------------- | ------------------ | --------- | --------------- |
| Independiente | Primera División A | Argentina | 2020 - presente |